# يرنجاتاب (آراغاتسوتن)
مدينة يرنجاتاب (بالإنجليزية: Yernjatap)‏ هي إحدى المدن التابعة لمقاطعة آراغاتسوتن في أرمينيا. يقدر عدد سكانها بـ 779 نسمة حسب الإحصاء الذي جرى عام 2011.